# Alpha (álbum de Tiago Abrantes)
Alpha é o primeiro álbum de estúdio a solo do cantor português Tiago Abrantes , publicado em 2020 pelas edições Farol Música  , do Grupo Media Capital, Gravado e pré produzido durante quase 24 meses.  O álbum foi produzido por Vitor Teodosio. Foi gravado em conjunto com o produtor, nos Estúdios Phantom.
Contém 5 faixas, das quais se destacam "Casal Boss"   e "Cedo Pra Casar", devido ao seu Videoclipe e surgimento em estações de televisão. Todas as canções são assinadas pelo cantor .

## Faixas
1. "Cedo Pra Casar"
2. "Casal Boss"
3. "Tanto Para Dar"
4. "Seres Perdidos"
5. "O Que Sempre Quis"

- Letras e músicas por Tiago Abrantes.
- Letra da faixa "Seres Perdidos" inspirado num texto de Marina Rocha.